# Ana Vasconcelos Martins
Ana Vasconcelos Martins (ur. 14 marca 1985) – portugalska polityczka, posłanka do Parlamentu Europejskiego X kadencji.

## Życiorys
Urodziła się na wyspie Terceira. Absolwentka Portugalskiego Uniwersytetu Katolickiego, na którym studiowała prawo i nauki polityczne. Następnie kształciła się w zakresie teorii politycznej na Uniwersytecie Oksfordzkim, na którym również pracowała jako asystentka naukowa. Zaangażowała się w działalność polityczną w ramach Inicjatywy Liberalnej, objęła funkcję wiceprzewodniczącej tego ugrupowania. W wyborach w 2024 uzyskała mandat deputowanej do Europarlamentu X kadencji.